# Menemerus
Genre
Synonymes
- Tapinattus Thorell, 1887
- Stridulattus Petrunkevitch, 1926
- Camponia Badcock, 1932

Menemerus est un genre d'araignées aranéomorphes de la famille des Salticidae.

## Distribution
Les espèces de ce genre se rencontrent en Afrique, en Amérique, en Asie, en Europe et en Océanie.

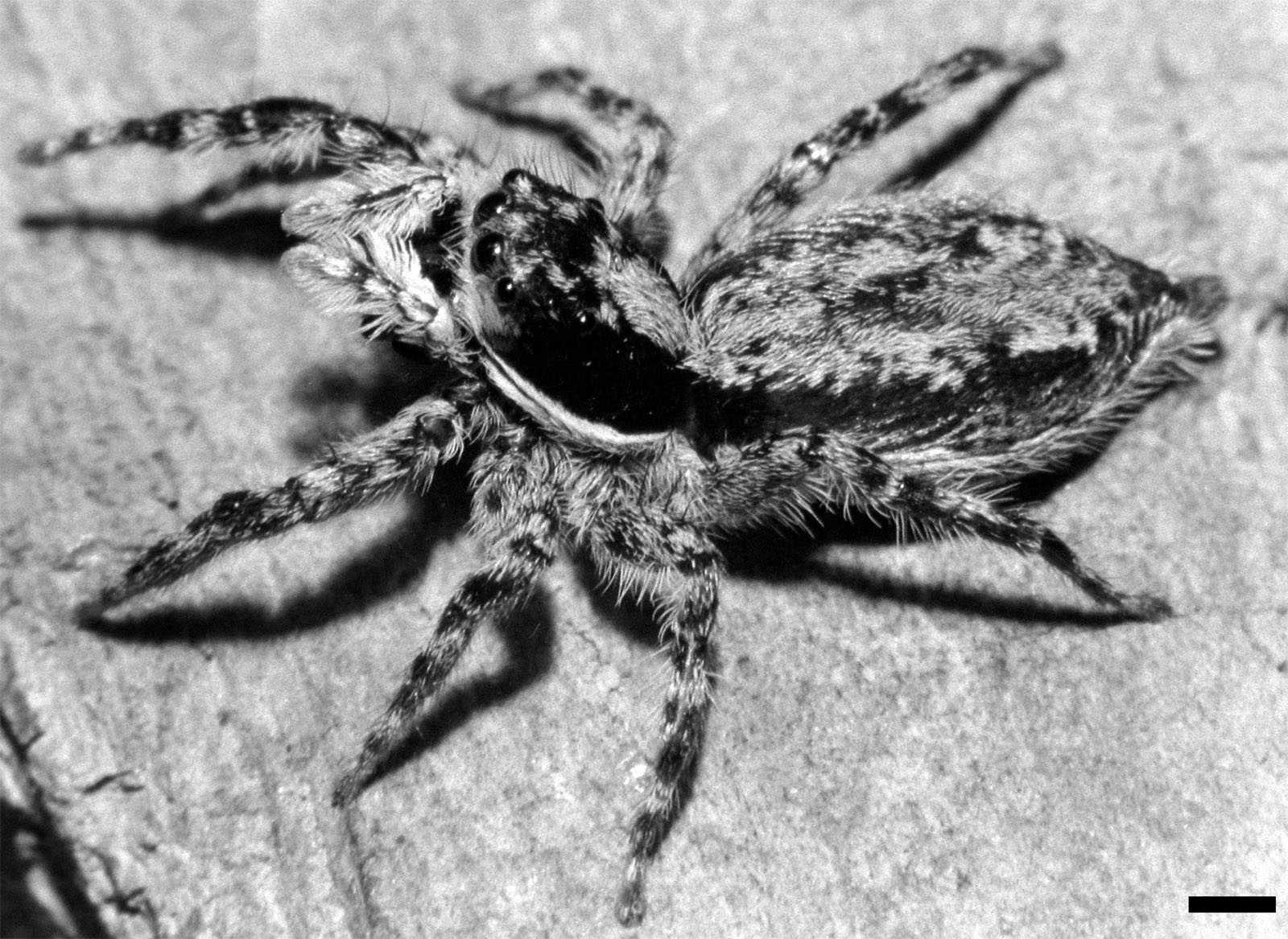
Menemerus bivittatus

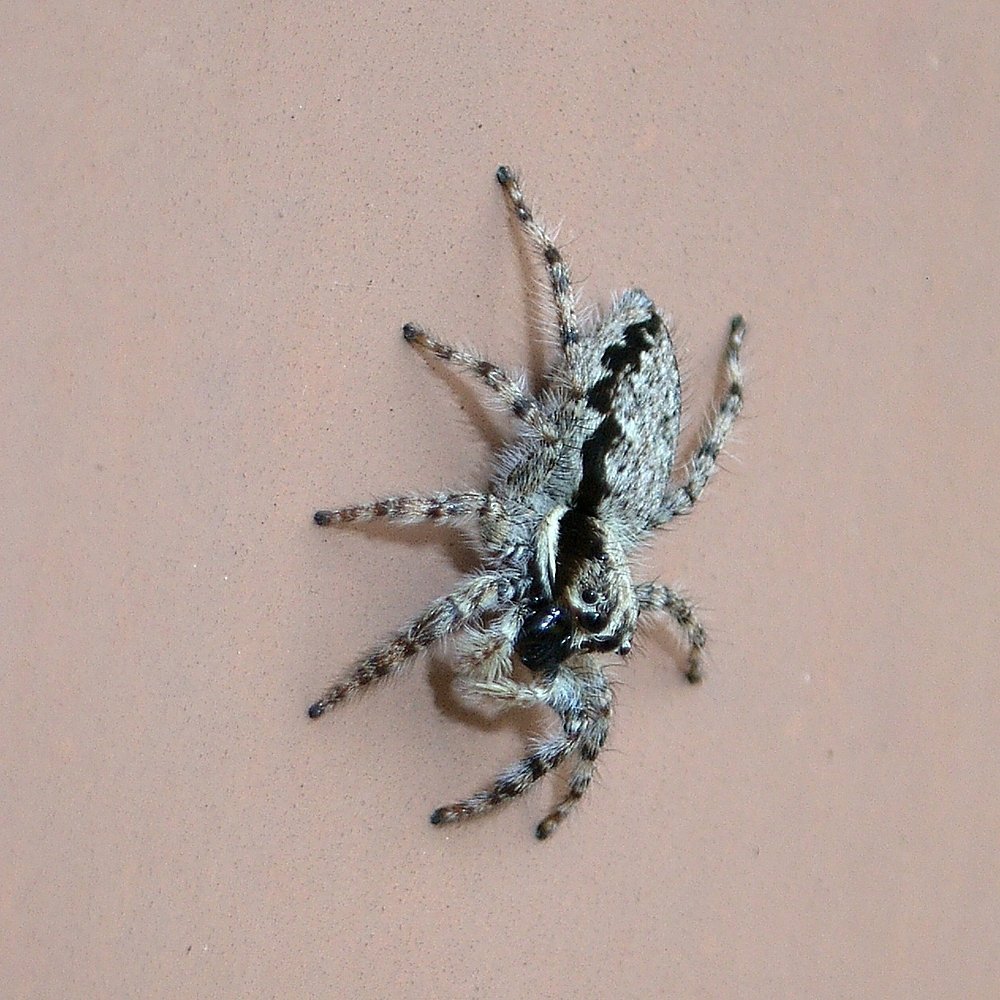
Menemerus fulvus

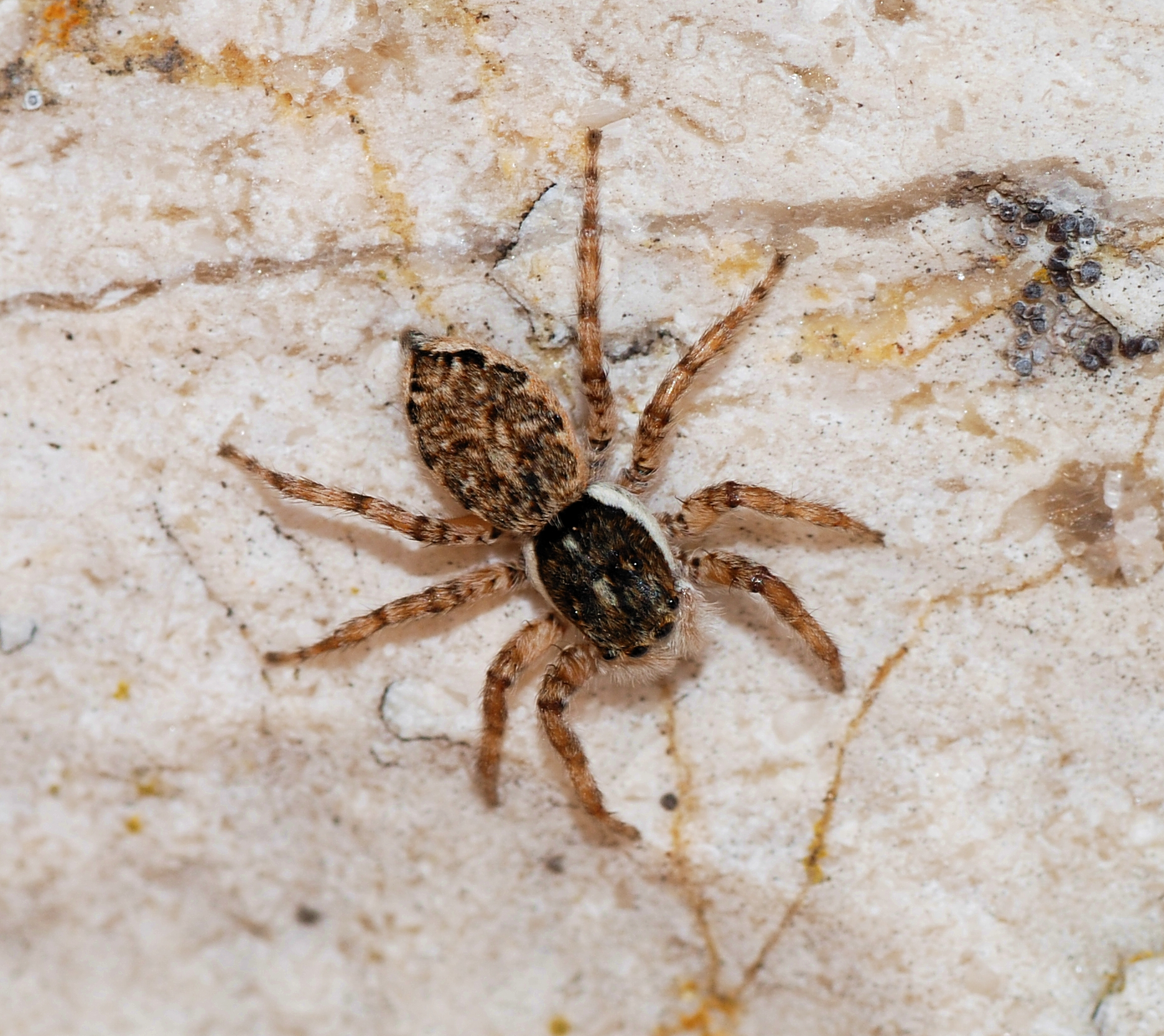
Menemerus semilimbatus

## Liste des espèces
Selon World Spider Catalog (version 26, 17/04/2025) :
- Menemerus affinis Wesołowska & van Harten, 2010
- Menemerus animatus O. Pickard-Cambridge, 1876
- Menemerus arabicus Prószyński, 1993
- Menemerus bicolor G. W. Peckham & E. G. Peckham, 1896
- Menemerus bifurcus Wesołowska, 1999
- Menemerus bivittatus (Dufour, 1831)
- Menemerus brachygnathus (Thorell, 1887)
- Menemerus brevibulbis (Thorell, 1887)
- Menemerus carlini (G. W. Peckham & E. G. Peckham, 1903)
- Menemerus congoensis Lessert, 1927
- Menemerus cummingorum Wesołowska, 2007
- Menemerus davidi Prószyński & Wesołowska, 1999
- Menemerus desertus Wesołowska, 1999
- Menemerus dimidius (Schmidt, 1976)
- Menemerus dubius Berland & Millot, 1941
- Menemerus eburnensis Berland & Millot, 1941
- Menemerus errabundus Logunov, 2010
- Menemerus fagei Berland & Millot, 1941
- Menemerus felix Hogg, 1922
- Menemerus foordi Haddad & Wesołowska, 2024
- Menemerus formosus Wesołowska, 1999
- Menemerus fulvus (L. Koch, 1878)
- Menemerus guttatus Wesołowska, 1999
- Menemerus illigeri (Audouin, 1826)
- Menemerus kochi Bryant, 1942
- Menemerus legalli Berland & Millot, 1941
- Menemerus legendrei Schenkel, 1963
- Menemerus lesnei Lessert, 1936
- Menemerus lesserti Lawrence, 1927
- Menemerus magnificus Wesołowska, 1999
- Menemerus marginalis (Banks, 1909)
- Menemerus marginatus (Kroneberg, 1875)
- Menemerus meridionalis Wesołowska, 1999
- Menemerus minshullae Wesołowska, 1999
- Menemerus mirabilis Wesołowska, 1999
- Menemerus modestus Wesołowska, 1999
- Menemerus namibicus Wesołowska, 1999
- Menemerus natalis Wesołowska, 1999
- Menemerus niangbo Wesołowska & Russell-Smith, 2022
- Menemerus nigeriensis Wesołowska & Russell-Smith, 2011
- Menemerus nigli Wesołowska & Freudenschuss, 2012
- Menemerus pallescens Wesołowska & van Harten, 2007
- Menemerus paradoxus Wesołowska & van Harten, 1994
- Menemerus patellaris Wesołowska & van Harten, 2007
- Menemerus pentamaculatus Hu, 2001
- Menemerus pilosus Wesołowska, 1999
- Menemerus placidus Wesołowska, 1999
- Menemerus plenus Wesołowska & van Harten, 1994
- Menemerus pulcher Wesołowska, 1999
- Menemerus rabaudi Berland & Millot, 1941
- Menemerus regius Wesołowska, 1999
- Menemerus rubicundus Lawrence, 1928
- Menemerus sabulosus Wesołowska, 1999
- Menemerus semilimbatus (Hahn, 1829)
- Menemerus sengleti Logunov, 2023
- Menemerus soldani (Audouin, 1826)
- Menemerus taeniatus (L. Koch, 1867)
- Menemerus transvaalicus Wesołowska, 1999
- Menemerus tropicus Wesołowska, 2007
- Menemerus utilis Wesołowska, 1999
- Menemerus vernei Berland & Millot, 1941
- Menemerus wuchangensis Schenkel, 1963
- Menemerus zimbabwensis Wesołowska, 1999

## Systématique et taxinomie
Ce genre a été décrit par Simon en 1868 dans les Attidae.
Tapinattus a été placé en synonymie par Simon en 1901.
Camponia a été placé en synonymie par Galiano en 1979.
Stridulattus a été placé en synonymie par Jastrzębski en 1997.

## Publication originale
- Simon, 1868 : « Monographie des espèces européennes de la famille des attides (Attidae Sundewall. - Saltigradae Latreille). » Annales de la Société Entomologique de France, sér. 4, vol. 8, p. 11-72 & 529-726 (texte intégral).